# Trei culori
Trei Culori var Rumäniens nationalsång under kommunisttiden, det vill säga fram till 1989.

## Originalet

### Rumänsk text
Trei culori cunosc pe lume Ce le ştiu ca sfânt odor,
Sunt culori de-un vechi renume Amintind de-un brav popor.
Cât pe cer şi cât pe lume, Vor fi aste trei culori,
Vom avea un falnic nume, Şi un falnic viitor.
Roşu-i focul vitejiei, Jertfele ce-n veci nu pier
Galben, aurul câmpiei, Şi-albastru-al nostru cer.
Multe secole luptară Bravi şi ne-nfricaţi eroi
Liberi să trăim în ţară Ziditori ai lumii noi.

### Den engelska översättningen
I know three colours on the world That I cherish like a saint treasure
They are are colours with an old fame Reminding of a brave nation
As long as in the sky and in the world There will be these three colours
We'll have a glorious name And a glorious future.
Red is the bravery's fire Sacrifices that won't disappear in the eternity
Yellow, the plain's gold And blue is our sky
Many centuries fought O, brave and undismayed heroes
Let's live free in the country Builders of the new world 

## Socialistiska Rumäniens nationalsång

### Rumänsk text
Trei culori cunosc pe lume, Amintind de-un brav popor,
Ce-i viteaz, cu vechi renume, În luptă triumfător.
Multe secole luptară Strabunii noştri eroi,
Să trăim stăpîni în ţară, Ziditori ai lumii noi.
Roşu, galben şi albastru Este-al nostru tricolor.
Se inalţă ca un astru Gloriosul meu popor.
Suntem un popor în lume Strâns unit şi muncitor,
Liber, cu un nou renume Şi un ţel cutezător.
Azi partidul ne uneşte Şi pe plaiul românesc
Socialismul se clădeşte, Prin elan muncitoresc.
Pentru-a patriei onoare, Vrăjmaşii-n luptă-i zdrobim.
Cu alte neamuri sub soare, Demn, în pace, să trăim.
Iar tu, Românie mindră, Tot mereu să dăinuieşti
Şi în comunista eră Ca o stea să străluceşti.

### Den engelska översättningen
With three colours I'm acquainted Which recall a gallant race –
Since old times by glory sainted Battles has it won apace.
For long ages our forefathers Have this gallant flag unfurled,
So we may the land's fruit gather, Building here the future's world.
This tricolour flag of ours Flutters crimson, yellow, blue,
Like a star in skyey bowers Rise my people, brave and true.
In this world we are a nation Keen on work and of one soul.
Free and with new reputation, Sharing one ambitious goal.
Now united by our Party;
In Romania's meads and fields, Our work is hard and hearty,
Building Socialism its yield.
For the homeland's greater glory We crush enemies at fight,
But we'd share a peaceful story With all peoples in proud light.
Proud Romania, now dearer, Live forever in fine light!
In the Communist new era Like a star you must shine bright!
(av Andrei Bantaș)